# Mézières-en-Drouais
Mézières-en-Drouais település Franciaországban, Eure-et-Loir megyében. Lakosainak száma 1057 fő (2022. január 1.).

## Népesség
A település népességének változása:
| Lakosok száma | 676  | 786  | 1018 | 1058 | 1058 | 1085 | 1073 | 1061 | 1063 | 1057 |
|               | 1968 | 1982 | 1990 | 2006 | 2013 | 2015 | 2017 | 2019 | 2020 | 2022 |